# Gord Robertson
Pour les articles homonymes, voir Robertson.
Gordon "Gord" Robertson est un acteur et marionnettiste canadien.

## Filmographie
- 1983-1987 : Fraggle Rock (série TV) : Le roi des Gorgs (physique), Inkspots, Rumple Fraggle, Tumbrell Doozer
- 1999 : Zoboomafoo (série TV) : Zoboomafoo (voix)